# 중앙도서관 (성남시)
성남시중앙도서관은 경기도 성남시 분당구 야탑동 소재의 도서관이다.

## 연혁
- 2009. 12. 31 : 문화체육관광부 작은도서관 지원 유공 표창
- 2009. 12. 30 : 중앙도서관, 성남다문화가족지원센터간 MOU 체결
- 2009. 05. 04 : 상호대차서비스 시행
- 2008. 12. 22 : 성남시 정자역 작은도서관 개관
- 2008. 03. 03 : 경기도 공공도서관 평가 우수도서관 선정
- 2007. 08. 06 : 성남시공공도서관 명칭 변경(정보문화센터→도서관)
- 2006. 02. 27 : 경기도 공공도서관 평가 최우수도서관 선정
- 2005. 09. 05 : 독서치료 상담실 개관
- 2005. 04. 17 : 시문학 특성화 자료실 개관
- 2005. 02. 01 : 경기도 공공도서관 평가 우수도서관 선정
- 2001. 11. 13 : 성남시 중앙도서관 개관
- 2001. 07. 18 : 성남시 중앙문화정보센터 준비단 설치
- 2000. 10. 25 : 성남시 수정문화정보센터 개관
- 2000. 05. 02 : 성남시 중원문화정보센터 개관
- 1999. 10. 27 : 성남시 분당문화정보센터 개관
- 1999. 09. 01 : 성남시 중앙문화정보센터 직제운영
- 1998. 01. 18 : 성남시 도서관건립준비단 설치

## 시설현황
- 지하1층 - 매점, 식당
- 1층 - 독서치료상담실, 어린이열람실, 모자열람실, 장애인열람실
- 2층 - 전자정보실, 제1~2문헌정보실, 전산실, 멀티미디어실
- 3층 - 세미나실, 시청각실, 제1~2문화교실, 제1~2열람실, 컴퓨터교육실
- 4층 - 제3열람실(성인전용), 제4열람실